# 포천 안동김씨 고가터
포천안동김씨고가터는 대한민국 경기도 포천시 창수면 오가리에 있는, 조선시대 포천지역에 거주했던 안동김씨의 고택으로 2004년 발굴조사를 통해 안채와 사랑채 등의 초석이 발견된 터이다. 2006년 4월 24일 경기도의 문화재자료 제138호로 지정되었다.

## 개요
안동김씨고가터는 조선시대 포천지역에 거주했던 안동김씨의 고택으로 2004년 발굴조사를 통해 안채와 사랑채 등의 초석이 발견되었다. 고가에는 맑은 물과 절경이 어우러진 영평지역 8곳의 절경(영평팔경) 중 금수정이 있었으며 예부터 많은 선비들이 찾았던 곳으로 외부 손님들이 자주 방문했기 때문에 전체적인 가옥구조에서 사랑채의 규모가 큰 편이다. 안동김씨고가는 조선후기 건축양식을 그대로 지니고 있으며, 한강 이북 지역에 몇 안 되는 조선 후기 양반가옥으로 당시의 생활상을 파악하는데 중요한 자료적 가치를 지니고 있다. 2008년부터 2010년까지 안채와 사랑채, 문간채 등을 복원하였다.

## 참고 문헌
- 포천안동김씨고가터 - 국가유산청 국가유산포털